# The Virgins (album)
The Virgins is het debuutalbum van de Amerikaanse indierockgroep The Virgins. Het werd op 3 juni 2008 door Atlantic Records uitgebracht. Een groot aantal van de nummers op dit album verscheen eerder op hun ep The Virgins '07 uit 2006. Enkele liedjes werden gebruikt als soundtrack: "Hey Hey Girl" voor de filmtrailer van Miss March en het nummer "Rich Girls" in de film 17 Again en de trailer van She's Out of My League.
The Virgins bereikte de 29ste plaats in Billboard's hitlijst Top Heatseekers en stond op de vijftigste plek in OOR's eindlijst van 2009.

## Composities
Alle muziek en teksten zijn geschreven door The Virgins. 
| 1.                 | She's Expensive           | 2:52 |
| 2.                 | One Week of Danger        | 2:45 |
| 3.                 | Rich Girls                | 3:02 |
| 4.                 | Teen Lovers               | 2:12 |
| 5.                 | Fernando Pando            | 4:17 |
| 6.                 | Murder                    | 3:09 |
| 7.                 | Hey Hey Girl              | 3:12 |
| 8.                 | Private Affair            | 2:49 |
| 9.                 | Radio Christiane          | 2:42 |
| 10.                | Love is Colder Than Death | 7:12 |
| Totale duur: 34:11 |                           |      |

## Bezetting
- Nick Ackerman - basgitaar
- Donald Cumming - zang
- Peter Hess - saxofoon
- Ben Levels - keyboards
- Wade Oates - gitaar